# Daphnopsis philippiana
Daphnopsis philippiana är en tibastväxtart som beskrevs av Krug et Urb.. Daphnopsis philippiana ingår i släktet Daphnopsis och familjen tibastväxter. Inga underarter finns listade i Catalogue of Life.